# Лусочниця
Лусочниця (Lepisma) — рід щетинкохвостих комах родини лусочниць (Lepismatidae). Найвідомішим представником роду є лусочниця цукрова (L. saccharinum) — космополітичний вид, який любить вологі середовища існування, має тенденцію ховатися в щілинах і зазвичай трапляється в людських помешканнях, стаючи домашніми шкідниками за певних умов.

## Опис
Це подовжені, сплощені комахи, більшість з яких — падальники. Черевце зазвичай вкрите дрібною лускою і закінчується трьома церками приблизно однакової довжини. Складні очі маленькі і добре розділені.
Зазвичай вони живуть у теплому вологому середовищі. Уникають світла.

## Види
- Lepisma albomaculatum[2]
- Lepisma baeticum[2]
- Lepisma bogdanowi[2]
- Lepisma chlorosoma[2]
- Lepisma devadasii[2]
- Lepisma elegans[2]
- Lepisma indicum[2]
- Lepisma intermedium[2]
- Lepisma lucasi[2]
- Lepisma pfluegeri[2]
- Lepisma saccharinum[2]
- Lepisma sesotho[2]
- Lepisma simulatrix[2]